# Wise
«Wise» (раніше TransferWise) — онлайн-система міжнародних грошових переказів із прямою конвертацією валют за нефіксованим курсом. Наразі має сім мовних версій: англійську, польську, французьку, іспанську, італійську, угорську, португальську, китайську, німецьку та російську.
Доступ до системи може бути здійснений як через вебверсію, так і через мобільні додатки для операційних систем Android та iOS. Авторизація може здійснюватися через спеціально створений обліковий запис користувача або через профілі користувача у соціальній мережі «Facebook» або сервісах «Google».

## Історія
Wise засновано 2011 року естонцями Тааветом Хінрікусом, першим співробітником Skype і колишнім консультантом з питань управління Крісто Кяерманном.
2011 року засновники звільнилися з роботи й протягом року займалася самофінансуванням, після чого отримали раунд фінансування на $1,3 млн. Роком пізніше Тіль провів ще один раунд, зібравши $6 млн, 2014 року мільярдер Бренсон вклав $26 млн.
22 лютого 2021 року компанію перейменовано з TransferWise на Wise (з англ. «мудрий»).

## Популярність
Сервіс особливо популярний серед трудових мігрантів центральної та східної Європи.